# Kamehameha I. Veliki
Kamehameha I. Veliki (o. 1758. – 8. svibnja 1819.) bio je prvi kralj Havaja. Osvojio je sve havajske otoke. Njegovo puno ime bilo je Kalani Paiʻea Wohi o Kaleikini Kealiʻikui Kamehameha o ʻIolani i Kaiwikapu kaui Ka Liholiho Kūnuiākea.

## Životopis

### Rođenje
Ne zna se kada je točno Kamehameha rođen. Prema legendi, trebao se roditi veliki vladar koji bi ujedinio sve otoke. Znak njegova rođenja bio bi komet. Halleyjev komet mogao se vidjeti na Havajima 1758. Vjerojatno je Kamehameha rođen te godine. 
Postoji teorija da je rođen 1737.
Njegovi su roditelji bili Keōua i Kekuʻiapoiwa II. Njegov se mlađi brat zvao Keliimaikai.
Kamehamehino ime znači "usamljeni".

### Ujedinjenje otočja
1779. Kamehameha je putovao s poglavicom Kalaniopuu-a-Kaiamamaom. Susreo se s Jamesom Cookom. Bio je to Kamehamehin prvi susret s nekim tko nije bio Havajac.
Kalaniopuu-a-Kaiamamaa je naslijedio njegov sin Kivalao. Kamehameha je dobio religijski položaj. Poglavice koji su podržavali Kamehamehu bili su Keeaumoku Pāpaiahiahi, Keaveaheulu, Kekuhaupio, Kameʻeiamoku i Kamanawa I.
Kamehameha je podigao hram posvećen bogu rata Kukailimokuu.
Nakon što je postao kralj cijelog otoka Havaji, odlučio je osvojiti cijelo otočje. Njegovi su savjetnici postali Isaac Davis i John Young. 
1795. Kamehameha je isplovio s 960 kanua i 10 000 vojnika. Postao je vladar gotovo cijelog otočja. 1803. se razbolio, ali se oporavio.   
Postao je prvi kralj Havaja.

### Vladavina
Kamehameha je zabranio ljudske žrtve te je donio novi zakon.
Bio je sljedbenik stare havajske religije. Nije ozbiljno shvaćao kršćane.

### Smrt
Kamehameha je umro 8. svibnja 1819. Tijelo su mu skrili prijatelji Hoapili i Hoolulu.

## Vanjske poveznice
|  | Zajednički poslužitelj ima još gradiva o temi Kamehameha I. |